# Samuel Honrubia
Samuel Honrubia (ur. 5 lipca 1986 roku w Béziers), francuski piłkarz ręczny, reprezentant kraju, lewoskrzydłowy. Obecnie występuje w Division 1, w drużynie Paris Saint-Germain Handball.
W 2011 r. został mistrzem Świata. Turniej odbywał się w Szwecji.

## Sukcesy

### reprezentacyjne
- Mistrzostwa Świata:
  -  2011

### klubowe
- Mistrzostwa Francji:
  -  2005, 2006, 2008, 2009, 2010, 2011
- Puchar Francji:
  -  2008, 2009, 2010
- Puchar Ligi francuskiej:
  -  2007, 2008, 2010, 2011
- Liga Mistrzów:
  -  2016